# Głupi, głupszy, najgłupszy
Głupi, głupszy, najgłupszy (ang. The Three Stooges) – amerykańska komedia z 2012 roku w reżyserii Petera i Bobby’ego Farrellich. Wyprodukowany przez 20th Century Fox.

## Fabuła
Trzej bracia, Curly (Will Sasso), Moe (Chris Diamantopoulos) i Larry (Sean Hayes), zostają podrzuceni pod drzwi klasztornego sierocińca. Chłopcy są tak żywiołowi, że wywracają życie sióstr i innych dzieci do góry nogami. Zakonnice zabiegają o to, aby jak najszybciej zostali adoptowani, ale zgłaszający się do nich rodzice decydują się na innego chłopca, Teddy’ego. Mija 25 lat. Bracia nadal mieszkają w sierocińcu, opiekując się młodszymi wychowankami. Dostają dramatyczną wiadomość, że dom dziecka ma zostać zamknięty, chyba że zdobędą w ciągu 30 dni 830 tys. dolarów na ubezpieczenia. Curly, Moe i Larry zrobią wszystko, aby zasilić konto podupadającej placówki. Planują nawet popełnić zbrodnię. Nie dochodzi do niej tylko dlatego, że bracia jak zwykle mają pecha. Pewnego dnia uczestniczą w castingu do filmu, ale tylko Moe zostaje zatrudniony na planie. Curly i Larry dalej starają się o pieniądze. Proszą o nie Teddy’ego, który odziedziczył fortunę po przybranych rodzicach. Jednak ten odmawia, twierdząc, że zakonnice oddały go rodzinie, która zamieniła jego życie w koszmar. Gdy bracia przestają wierzyć, że kiedykolwiek zdobędą fundusze, okazuje się, że Moe zarobił duże pieniądze jako aktor. Może też liczyć na finansowe wsparcie kolegów z show-biznesu.

## Obsada
- Chris Diamantopoulos jako Moe Howard
  - Skyler Gisondo jako młody Moe
- Sean Hayes jako Larry Fine
  - Lance Chantiles-Wertz jako młody Larry
- Will Sasso jako Curly Howard
  - Robert Capron jako młody Curly
- Jane Lynch jako siostra przełożona[2]
- Larry David jako siostra Mary-Mengele[3]
- Brian Doyle-Murray jako monsignor Ratliffe
- Sofía Vergara jako Lydia
- Jennifer Hudson jako siostra Rosemary[4]